# Partito Socialista Scozzese
Il Partito Socialista Scozzese (SSP; in gaelico scozzese Pàrtaidh Sòisealach na h-Alba; in scozzese Scots Socialist Pairtie) è un partito politico di sinistra la cui ideologia s'ispira alla creazione di una Scozia indipendente e socialista.
Il partito fu fondato nel 1998 con l'obiettivo della Scozia indipendente, contro i tagli ai servizi pubblici e al welfare, e per la proprietà pubblica e democratica dell'economia. Il SSP fu uno dei tre partiti di Yes Scotland (Sì Scozia), per la campagna elettorale trasversale per il referendum sull'indipendenza della Scozia del 2014.
Il partito opera tramite una struttura capillare e pubblica il giornale socialista più longevo della Scozia, lo Scottish Socialist Voice (Voce Socialista Scozzese). Al massimo del suo successo elettorale, il partito contò sei deputati al Parlamento scozzese; al 2017, non ha consiglieri eletti, né deputati scozzesi, né deputati alla Camera dei Comuni del Regno Unito, né eurodeputati.